# Molorchus eburneus
Molorchus eburneus là một loài bọ cánh cứng trong họ Cerambycidae.